# Boa constrictor constrictor
Boa constrictor constrictor, llamada comúnmente boa de cola roja, es una de las subespecies que integran la especie Boa constrictor, un gran ofidio que se distribuye en áreas boscosas del centro y norte de América del Sur.

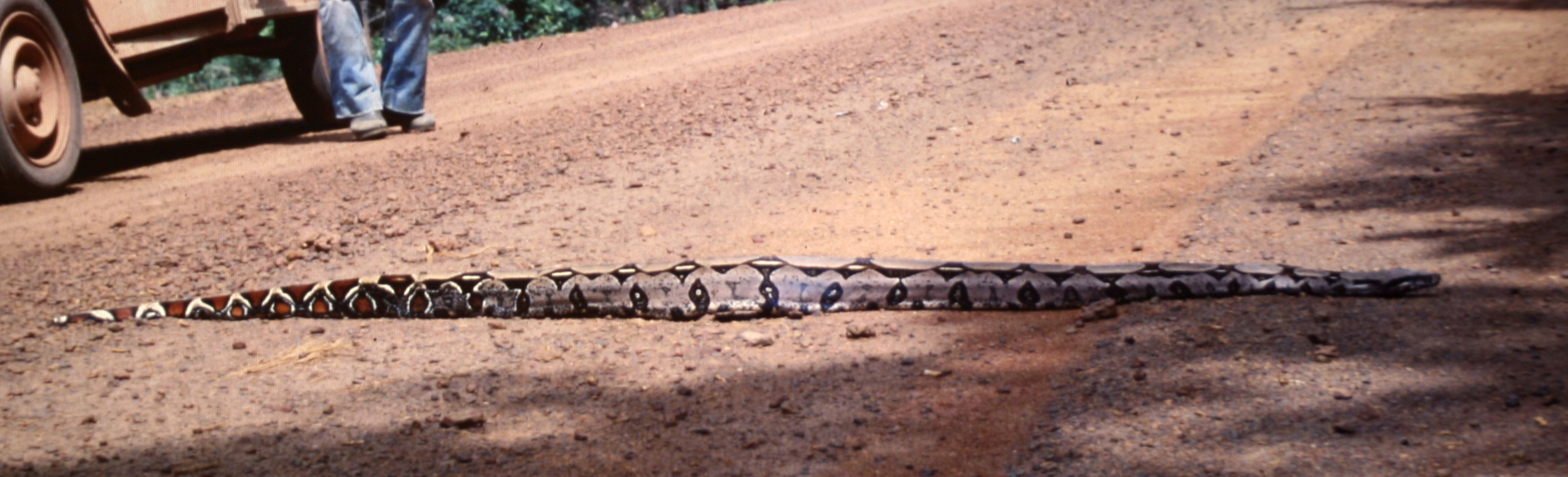
Un ejemplar silvestre de esta subespecie cruzando un camino de tierra en Surinam.

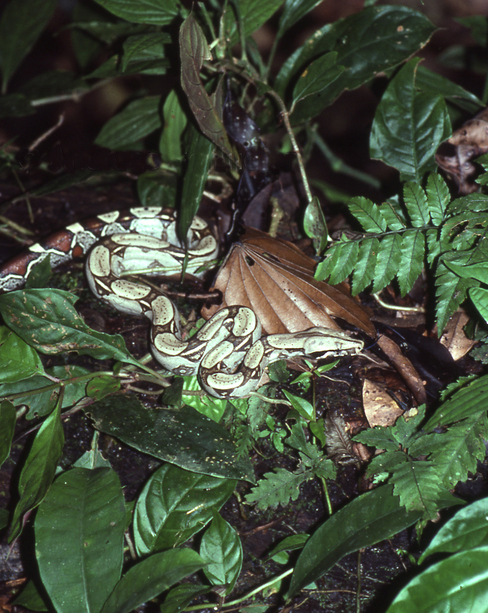
Ejemplar de esta subespecie en Panguana, río Llullapichis, departamento de Huánuco, Perú.

## Distribución y hábitat
Se distribuye en las cuencas de los ríos Amazonas y Orinoco.
habita desde todo el norte de Brasil, Guyana, Surinam, Guayana Francesa, Venezuela, centro y sur de Colombia, este de Ecuador, este de Perú, hasta el norte de Bolivia. Se la ha citado repetidas veces para el noreste de la Argentina pero estas referencias se deben asignar a Boa constrictor amarali.
En Brasil la subespecie Boa constrictor constrictor, se encuentra desde la cuenca amazónica hasta las regiones del nordeste y del este brasileño. Hacia el sur contacta con Boa constrictor amarali, la que habita desde los estados de Mato Grosso y Goiás hacia sur, alcanzando los estados de São Paulo y Paraná.

## Características
- Escamas dorsales: 81 a 87 (89)
- Escamas ventrales: 234 a 243 (250)
- Escamas caudales: 49 a 62
- Número de manchas entre la cabeza y el ano: 15 a 21
- Promedio de las manchas dorsales longitudinales: 10 o más

El dimorfismo sexual es pronunciado, pues las hembras son significativamente más grandes que los machos. El largo de estas puede sobrepasar los 400 cm, y superar los 15 kg, aunque son más habituales los ejemplares de entre 300 y 350 cm. Los machos es raro que superen los 240 cm, y llegan a superar los 7 kg.
Es una boa de cuerpo pesado, macizo, musculoso y de apariencia fuerte y robusta. Su cola, algo prensil, es corta, algo menos en el macho pues aloja en ella a sus órganos copuladores. Los ojos son pequeños, con la pupila vertical, a causa de sus hábitos nocturnos. Su cabeza es triangular, con poderosas mandíbulas armadas de 4 hileras de largos dientes curvos en la superior, y dos hileras en la inferior.

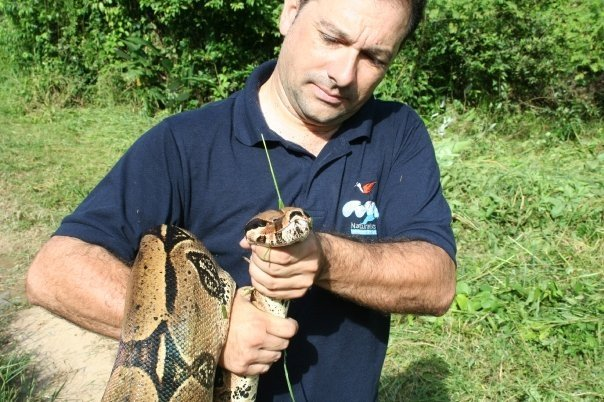
Un ejemplar de esta subespecie en Venezuela.

## Taxonomía

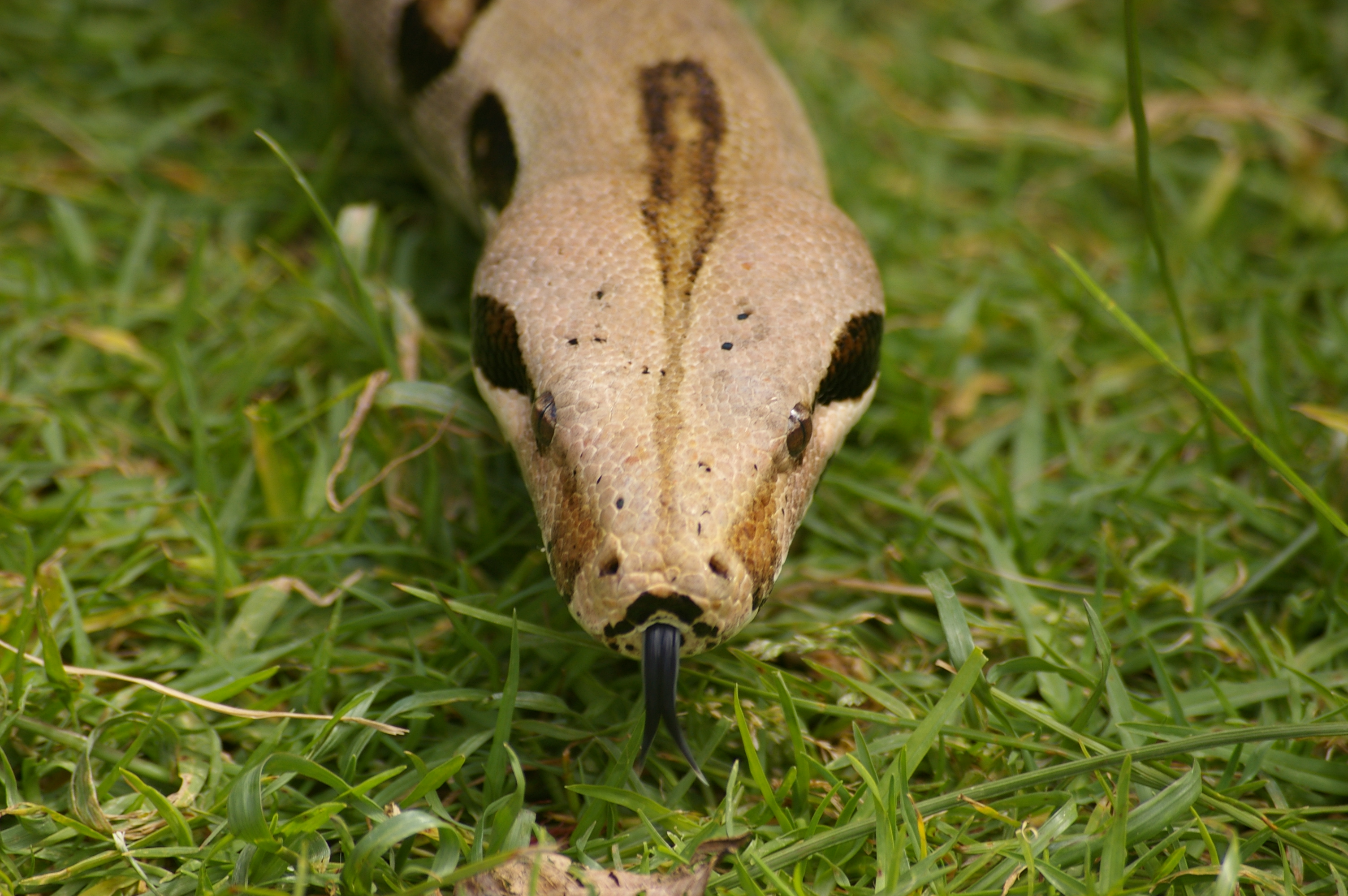
Cabeza de un ejemplar cautivo de esta subespecie.

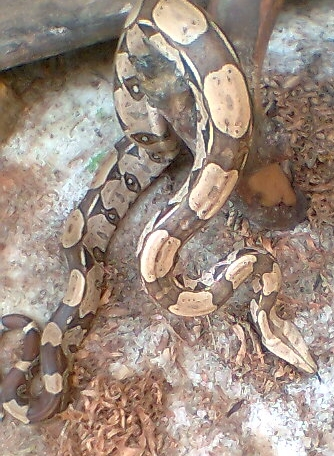
Un ejemplar de esta subespecie en Belém estado de Pará, Brasil.

Fue descrita en el año 1758 por Carlos Linneo. Esta subespecie se incluye, junto a varias otras, dentro de la especie Boa constrictor.

## Costumbres
Este taxón es mayormente terrestre, aunque suele trepar a los árboles para buscar un refugio. No habita en el agua ni en sus proximidades, si bien nada muy bien. Suele termorregular su temperatura con baños de sol. Es raro que logren vivir más de 20 años en el hábitat silvestre, pero en cautiverio su expectativa es de entre 30 a 40 años.

## Alimentación
Esta gran boa sale de sus refugios a cazar generalmente al caer el sol, y durante toda la noche. Captura sus presas con la técnica del acecho; una vez asidos, los envuelve con su propio cuerpo, asfixiándolos, pues mata por constricción. Finalmente los animales son tragados enteros, siempre comenzando por la cabeza. Su dieta se compone de grandes lagartos y de animales de sangre caliente, como aves y pequeños mamíferos. Si bien podría eventualmente llegar a capturar a un niño muy pequeño de los que comparten su hábitat, jamás se ha podido comprobar fehacientemente un ataque. Igualmente es un animal peligroso, por su mordedura aguda y su fuerza muscular.

## Reproducción
Pare sus crías vivas, luego de un periodo de gestación de unos 5 meses. La camada se compone de entre 6 a 43 crías, de aproximadamente 40 cm de longitud. Cada cría nace envuelta en una bolsa prenatal con forma de capa gelatinosa, de la cual la madre la ayuda a desembarazarse.

## Conservación
Está incluida en CITES en el apéndice I. Son dos las principales causas que generan su retroceso poblacional. El primero es su captura para utilizar su cuero en la industria marroquinera, gracias a que su piel posee además de atractivos diseños, escamas pequeñas, por lo que la hace muy comercial. La otra gran amenaza es la reconversión de su hábitat para destinarlo a cultivos.